# Adalberto Fonseca
Adalberto Fonseca (Campo do Brito, 23 de abril de 1917 — 17 de março de 2003) foi um militar e historiador brasileiro.

## Biografia
Filho de Graciliano Apolônio da Fonseca e Maria Rodrigues, estudou apenas o antigo primário e aos quatorze anos ingressou na Escola de Aprendizes-Marinheiro, em Salvador. Posteriormente serviu como fuzileiro naval no Rio de Janeiro.
Foi tripulante do contra-torpedeiro Minas Gerais quando desembarcou na Praia Vermelha durante a Intentona Comunista, em 1935 no Rio de Janeiro (RJ), sendo alvejado quando manejava o canhão do navio. Após um longo período de recuperação, foi agraciado pelo Governo Federal com a nomeação para a Coletoria Federal de Muribeca.
Em 1938, casou-se com Elza Almeida Santos, tendo oito filhos. Em 1938 passou a residir em Lagarto. Quando pesquisava a história de sua terra natal, começou a se interessar pela da cidade de Lagarto. Foi um dos fundadores da UDN em Lagarto (SE). Nos anos 60 contribuiu com o jornal A Voz de Lagarto, inclusive como diretor. Em 8 de maio de 1968 sofreu tentativa de assassinato por questões política. Em 1971, desenhou a bandeira e compôs o hino do município. Apesar da sua pesquisa ser considerada importante para a memória do município, somente em 2002 é que o Governo do Estado fez sua publicação.
Em 1986, faleceu sua esposa, no ano seguinte ele casou-se com Maria do Amparo Oliveira Viana. Em 2002 a Prefeitura Municipal criou o Centro Cultural Adalberto Fonseca. Em 2012 foi homenageado com a colocação do seu nome em uma creche e uma rua no município de Lagarto.
Recebeu condecoração póstuma "Comenda Daltro", em 20 de abril de 2011, na cidade de Lagarto (SE).

## Obras

### Arte
- Bandeira de Lagarto
- Bandeira de Campo do Brito

### Composições
- Hino de Lagarto
- Hino de Campo do Brito

### Livros
- História de Lagarto
- História de Campo do Brito

Fez diversas publicações em revistas e jornais.